# Bembix americana
Bembix americana är en stekelart som beskrevs av Johan Christian Fabricius 1793. Bembix americana ingår i släktet Bembix och familjen Crabronidae. Arten har inget svenskt trivialnamn, men steklar i släktet Bembix och familjen Crabronidae brukar i vardaglig mening ofta kallas för rovsteklar, som till exempel läppstekel, en annan art i samma släkte. Bembix americana förekommer i Nordamerika, Centralamerika, Sydamerika samt på vissa öar i Karibiska havet.

## Underarter
Enligt Integrated Taxonomic Information System (ITIS) förekommer sju underarter av Bembix americana:
- Bembix americana americana Fabricius, 1793
- Bembix americana antilleana Evans & Matthews, 1968
- Bembix americana comata J. Parker, 1917
- Bembix americana dugi Menke, 1985
- Bembix americana hamata C. Fox, 1923
- Bembix americana nicolai Cockerell, 1938
- Bembix americana spinolae Lepeletier, 1845